# Генадиј Малахов
Генадиј Петрович Малахов (рус. Геннадий Петрович Малахов; Каменск-Шахтински, 20. септембар 1954) је руски телевизијски водитељ, народни лекар, пропагатор здравог начина живота, аутор многих књига о различитим алтернативним методама лечења организма.

## Биографија
Генадиј Петрович Малахов је рођен 20. септембра 1954. године, у граду Каменск-Шахтинскиј у Ростовској области у Русији. Године 1988. завршио је Лењинов Институт за Физичку Културу у Москви.
Сам Малахов је говорио, да је здравом начину живота приступио, онда кад је био у немогућности да се бави спортом због оболелих жлезда. Генадиј је покушао да се излечи посредством чишћења организма и због тога се обратио извесном Јурију Павловичу, практичару јоге који му је представио методу „правилног“ дисања уз помоћ које је успео да се излечи. Касније Малахов се упознао са аутором Владимиром Черкасовим, који му је дао књигу Пол Берг, од Шелтона. Иначе, Пол Берг је један од аутора-натуролога који је заступљивао методу лечења путем лековитог гладовања.
Године 1986. Малахов је основао клуб под називом „Бодрост“, у којем је подучавао људе како да чисте јетру, као и правилима правилне исхране. Клуб се бавио јогом, гимнастиком и делимично у-шу-ом.
Средином деведесетих година написао је прве књиге „Лековите силе“ 1. и 2. том. Након тога уследиле су многе друге књиге у којима описује алтернативне методе лечења и принципе здравог начина живота.
Ожењен је и има двоје деце.

## Телевизија
10. априла 2006. први пут је емитована ТВ емисија о здравом животу на телевизији „Први канал“ под називом „Малахов Малахов плус“ са главним водитељем Генадијем Петровичем Малаховим и кодомаћином - Андрејем Малаховим.
Од маја 2006. године, након што је телевизија искључила из емисије Андреја Малахова, емисија је преименована у „Малахов плус“, а Андреја Малахова је заменила Елена Проклова.
Услед неслагања са уредништвом „Првог канала“ Малахов раскида уговор и тиме престаје снимање ове популарне емисије.
Од јануара 2011. године Малахов је почео са снимањем нове емисије „Здрави били са Малаховим“ на украјинском ТВ каналу Интер.

## Дела преведена на српски језик
Списак дела Генадија Петровича Малахова према електронском каталогу НБС:
- Обољења кичме : профилакса и лечење, Прометеј - Београд, 2011., 289 стр.  978-86-87971-21-9.
- Лунарни календар 2011-2019, Прометеј - Београд, 2011., 402 стр.  978-86-87971-14-1.
- Приручник за самолечење XXI века, Прометеј - Београд, 2010., 380 стр.  978-86-82363-71-2.
- Простата, Прометеј - Београд, 2010., 170 стр.  978-86-82363-74-3.
- Чишћење организма, Прометеј - Београд, 2010., 262 стр.  978-86-87971-05-9.
- Основне заповести здравља, Прометеј - Београд, 2010., 266 стр.  978-86-87971-01-1.
- Гладовање, Прометеј - Београд, 2009., 258 стр.  978-86-82363-37-8.
- Све о затворима, Прометеј - Београд, 2009., 146 стр.  978-86-82363-52-1.
- Здравље жене, Прометеј - Београд, 2009., 181 стр.  978-86-82363-48-4.
- Лечење керозином, тодикампом и другим угљениковим једињењима, Прометеј - Београд, 2009., 124 стр.  978-86-82363-87-3.
- Методе повећања људске биоенергије и биосинтезе, Прометеј - Београд, 2007., 274 стр.  978-86-82363-33-0.
- Јачање организма у старијем добу, Прометеј - Београд, 2007., 230 стр.  978-86-82363-81-1.
- Лечење двеста најраспрострањенијих обољења, Прометеј - Београд, 2007., 364 стр.  978-86-82363-77-4.
- Исхрана и храна, Прометеј - Београд, 2007., 256 стр.  978-86-82363-78-1.
- Уринотерапија, Прометеј - Београд, 2007., 189 стр.  978-86-82363-79-8.
- Челичење организма и лечење водом, Прометеј - Београд, 2006., 184 стр,  978-86-82363-64-4
- Основна знања о животу и здрављу, Прометеј - Београд, 2006., 199 стр,  978-86-82363-62-0
- Живот без паразита, Прометеј - Београд, 2004., 257 стр,  978-86-82363-42-2
- Здравље мушкарца, Прометеј - Београд, 2004., 154 стр,  978-86-82363-44-6
- Утицај околине на човеково здравље, Прометеј - Београд, 2003., 139 стр,  978-86-82363-36-1